# Золотой Глайдер
Золотой Глайдер (англ. The Golden Glider) — суперзлодейка комиксов издательства DC Comics, сестра Капитана Холода и враг супергероя Флэша. Она впервые появилась в выпуске Flash #250 (июнь 1977) и была убита в выпуске Flash vol.2 #113 (май 1996). С тех пор её смерть постоянный повод для её брата искать мести и грустить.

## Биография
Лиза Снарт — фигуристка, выступающая под псевдонимом Лиза Стар, помощь в карьере которой оказал её тренер и возлюбленный, Волчок, враг Флэша Барри Аллена, умерший из-за осложнений, вызванных сражением с Алым спидстером. Разъярённая его смертью, Лиза клянётся отомстить. Она надевает оранжевый костюм конькобежца, маску и коньки, сами создающие себе лед, что позволило ей ловко маневрировать в воздухе. Золотой Глайдер ищет мести у Флэша Серебряного века в течение нескольких лет. В своих преступлениях она часто объединяется со свои братом, который постоянно её опекает.
После смерти Барри Аллена Лиза Снарт отходит от дел (так как она искала мести только у Барри Аллена, но не у его преемника, Уолли Уэста). Она и её брат пытаются начать карьеру наемников, создав для этого компанию Голден Сноубол Рекавери (англ. Golden Snowball Recovery Company, рус. Компания «Возрождение Золотого Снежка»).
В конце концов, Лиза Снарт возвращается к преступной жизни, действуя с различными сообщниками, каждый из которых носил псевдоним Хладблэйн (англ. Chillblaine) и каждому из которых она давала точную копию ледяного оружия её брата. Последний из них — более умный, хладнокровный и безжалостный, чем его предшественники — убил Лизу, получив оружие, после чего объединился с Доктором Полярисом, чтобы напасть на Кистоун-сити, но оба злодея были побеждены Флэшем. В битву вмешался Капитан Холод и собственноручно убил Хладблэйна, отомстив за сестру.
Во время событий Темнейшей ночи (выпуск Blackest Night #1) Золотой Глайдер воскресает в качестве Чёрного Фонаря. Вместе с другими воскресшими членами команды Негодяев она нападает на тюрьму Айрон Хайтс, однако Капитан Холод нашёл способ унять своё горе, чтобы уничтожить Чёрного Фонаря Золотой Глайдер.

### The New 52
В непрерывности, существующей в рамках The New 52, убийство Лизы Снарт было вычеркнуто из истории, в результате чего она снова жива, но медленно умирает из-за опухоли мозга. Позже её удалось спасти, удалив опухоль, но Лиза глубоко осуждает действия своего брата. Впоследствии она объявилась в Южной Америке и теперь звала себя Глайдером. Вероятно, обладает способностями метачеловека; она приняла на работу Погодного Волшебника для неизвестной операции после его столкновения с Флэшем. Также она принимает на работу Тепловую Волну, Трикстера и Магистра Зеркал, объединившись с ними против Флэша, но Флэш победил их при содействии Крысолова и её брата.

## Силы и способности
Золотой Глайдер — фигуристка олимпийского уровня. Благодаря паре особых коньков, которые сами для себя генерируют лед, она может ловко передвигаться по любой поверхности, включая чистый воздух. Также Лиза превосходный инженер-изобретатель, она сама создала для себя основанное на драгоценных металлах и драгоценных камнях оружие и снаряжение, включая отравляющие кольца и камни с гипнотическим эффектом, которые она использует в своём «крестовом походе» против Флэша.
В непрерывности The New 52 Золотой Глайдер имеет способности мета-человека, которые она получила во время неудачного эксперимента по попытке слить злодеев с их собственным оружием (этот эксперимент закончился взрывом, и в результате она, Капитан Холод, Тепловая Волна, Погодный Волшебник, Магистр Зеркал получили свои сверхспособности, но при этом наблюдались очень скверные побочные эффекты, связанные с ними). Однако за это она заплатила тем, что вынуждена существовать в астральной форме, которая тем не менее имеет свои плюсы: она может летать, перемещаться на сверхскоростях, а также имеет похожие на ленточки гимнасток отростки, которые могут рассечь и убить противника во время атаки.

## Другие версии

### Flash Annual
Лиза Снарт и один из её Хладблэйнов показаны как одни из злодеев, пытающихся истощить запас Силы Скорости Уолли. Несмотря на то, что Уолли существенно замедлился, он побеждает всех своих противников и доставляет их в полицию.

### Flashpoint
В альтернативной линии, известной как Flashpoint, Лиза Снарт и Лен Снарт жили с отцом, который регулярно и жестоко избивал их. В итоге Лиза не выдержала и застрелила отца, за что была арестована полицией. Её отправили в Айрон Хайтс, но по дороге в тюрьму она была похищена действующим составом Негодяев. Её брат, Гражданин Холод (Flashpoint-версия Капитана Холода), пытается спасти её, но, когда он находит Лизу, её уже убил Фолаут.

### Teen Titans Go!
Золотой Глайдер, представленная подростком по имени Ледяная Кейт (англ. Ice Kate, игра слов — Ice Kate созвучно с выражением I skate рус.  Я катаюсь на коньках), встречается в одном из выпусков Teen Titans Go! и является частью суперзлодейского дуэта, её напарником в котором выступает её же брат, известный как Кид Холод. Они были пойманы Кид Флэшем и Джинкс после того, как молодые супергерои сорвали одно из ограблений.

## Вне комиксов

### Телевидение
- В телесериале канала The CW «Флэш» Лизу Снарт сыграла Пэйтон Лист. В первый раз она появилась в финале эпизода «Месть Негодяев», но не была показана лично — Лен Снарт, после того как кто-то освободил его и Мика Рори из тюремного фургона, только сказал «Привет, сестрёнка!». Полноценное появление Лизы Снарт состоялось в эпизоде «Время Негодяев». В этом эпизоде она замечена в баре, где Циско напивается, поссорившись с семьёй, соблазнив и похитив Циско и его брата и доставив их в убежище Снарта и Мика, которое они отобрали у местного криминального босса. Целью похищения было восстановление ледяной и тепловой пушек, а также создание златомета — оружия для Лизы, которое покрывает цель золотом — и выяснение тайны личности Флэша.